# Clipeo (entomologia)

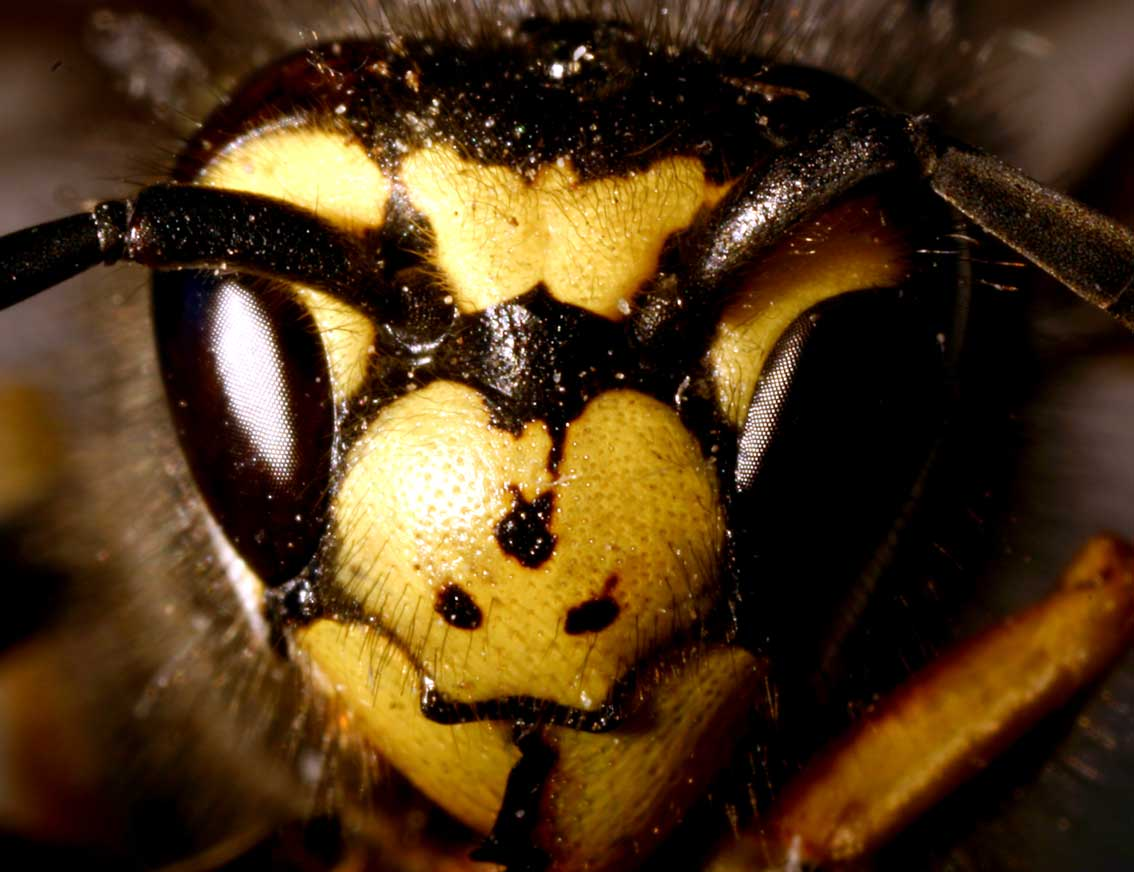
Primo piano del clipeo di Vespula germanica

Il clipeo è una parte anteriore del capo degli insetti, situata tra la fronte e il labbro superiore, anteriormente agli occhi.
Nei gruppi più primitivi appare separato dalla fronte attraverso una sottile sutura, a sottolineare la diversa origine metamerica; tuttavia nei gruppi più evoluti tale sutura non è più presente e per clipeo si intende la parte più anteriore della testa, esclusi gli gnatiti boccali. 
In alcuni gruppi (Coleotteri Scarabeidi) si prolunga al di sopra del labbro e talvolta delle mandibole, coprendole completamente. Da tale struttura potrebbe essere derivato il nome, che significa propriamente "scudo".